# Holderburg
Die Holderburg ist eine Burg in Oßweil (Holderstraße 14), einem Stadtteil von Ludwigsburg im Landkreis Ludwigsburg in Baden-Württemberg.

## Geschichte
Die Burg wurde um 1200 von den Pfalzgrafen von Tübingen erbaut, kam dann an die Herren von Oßweil und war 1316 im Besitz der Grafen von Württemberg. 1977 kaufte die Stadt Ludwigsburg die Burg.
Die Burg war im Kern ein spätmittelalterliches dreigeschossiges Steinhaus (befestigtes Wohnhaus) mit Fachwerkobergeschoss und Krüppelwalmdach gebaut, sowie Wirtschaftsgebäuden, die durch Gräben und Mauer geschützt waren.
Im 16. Jahrhundert fanden Aus- und Umbauten statt, im 19. Jahrhundert wurden die Wassergräben zugeschüttet, was auch eine Wasserburganlage vermuten lässt.